# Jablonné v Podještědí
Jablonné v Podještědí es una localidad del distrito de Liberec en la región de Liberec, República Checa, con una población estimada a principio del año 2018 de 3611 habitantes. 
Se encuentra ubicada al norte de la región, en la zona de los montes Jizera (Sudetes occidentales) y el río Jizera —un afluente derecho del río Elba—, y cerca de la frontera con Polonia y Alemania.

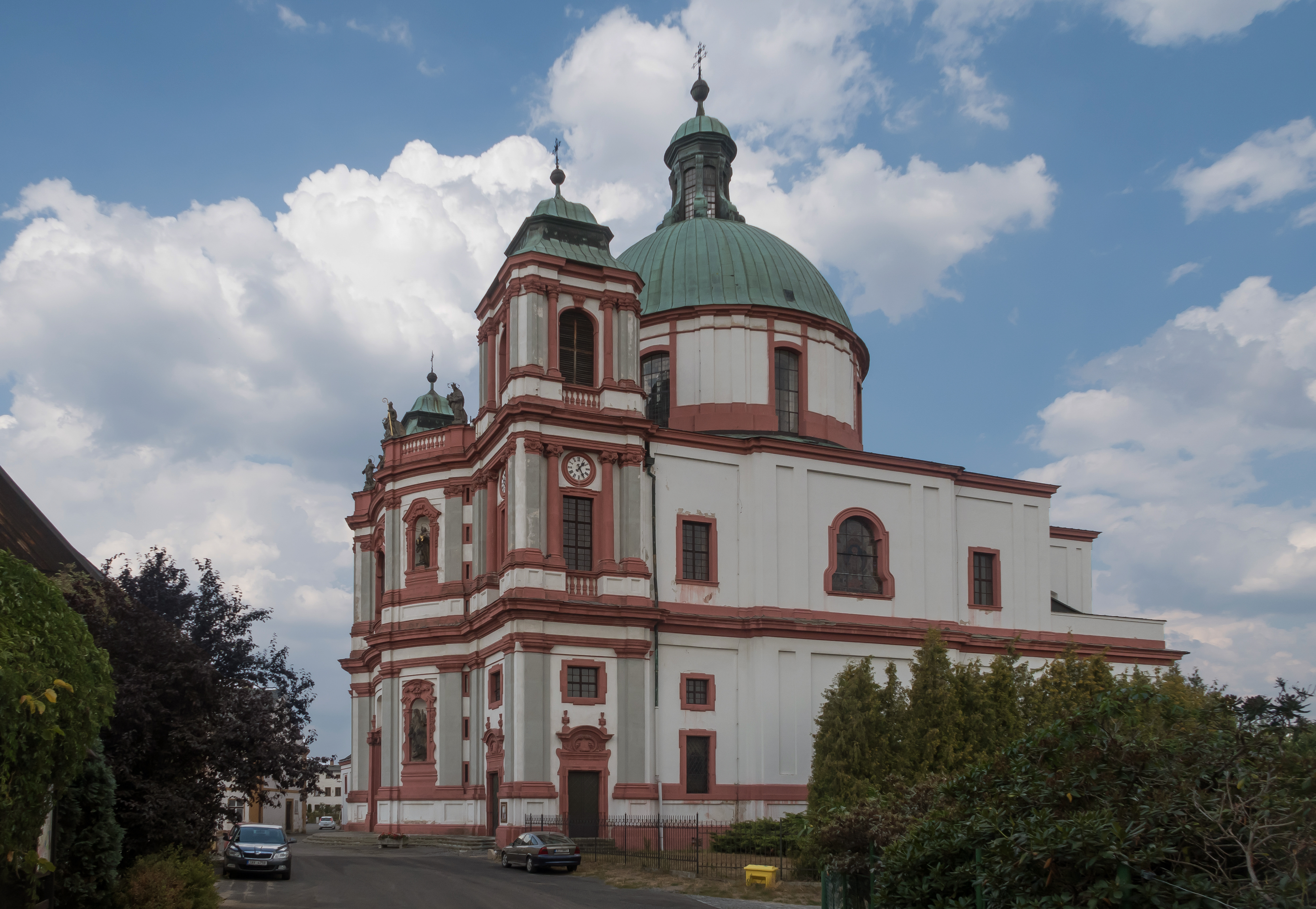
Jablonné v Podještědí, la basilica: bazilika svatého Vavřince a svaté Zdisla

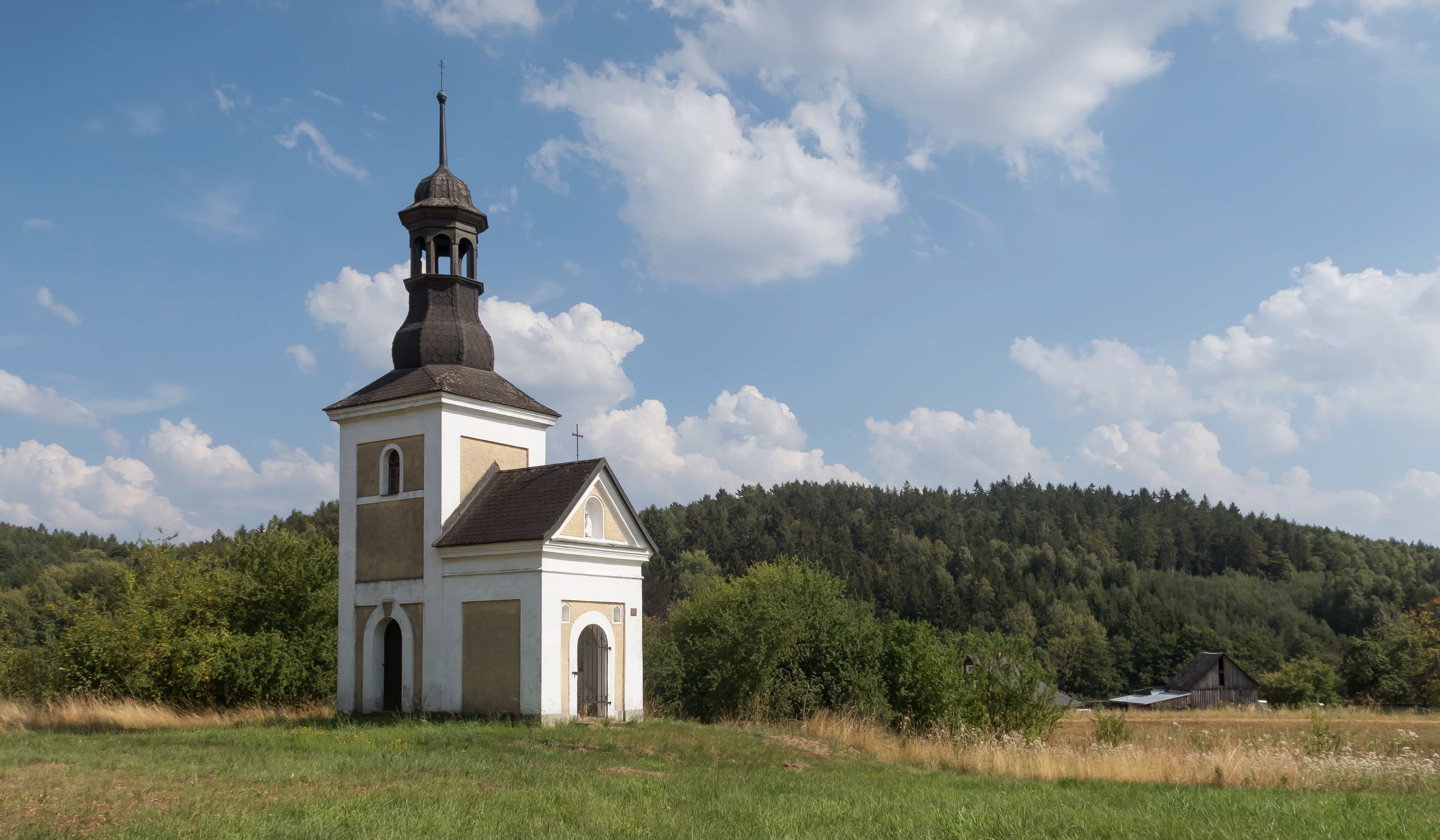
Petrovice (Jablonné v Podještědí), la capilla